# Lehann Fourie
Lehann Fourie (* 16. Februar 1987) ist ein südafrikanischer Hürdenläufer, der sich auf die 110-Meter-Distanz spezialisiert hat und wegen seiner Sprintstärke auch in der 4-mal-100-Meter-Staffel eingesetzt wird.
2009 gewann er Silber bei der Universiade in Belgrad und schied bei den Weltmeisterschaften in Berlin im Vorlauf aus.
Bei den Afrikameisterschaften 2010 in Nairobi erreichte er im Finale über 110 Meter Hürden nicht das Ziel und siegte mit der südafrikanischen 4-mal-100-Meter-Stafette. Bei den Weltmeisterschaften 2011 in Daegu kam er über 110 Meter Hürden nicht über die erste Runde hinaus.
2012 wurde er bei den Hallenweltmeisterschaften in Sopot Siebter über 60 Meter Hürden. Über 110 Meter Hürden siegte er bei den Afrikameisterschaften in Porto-Novo und wurde Siebter bei den Olympischen Spielen in London.

## Persönliche Bestzeiten
- 100 m: 10,89 s, 26. März 2011, Germiston
- 60 m Hürden (Halle): 7,64 s, 4. Februar 2012, Boston
- 110 m Hürden: 13,24 s, 7. September 2012, Brüssel